# Kiss The Rain
"Kiss The Rain"은 이루마의 정규 음반 3집 《From The Yellow Room》에 수록된 곡으로 KBS 드라마 "《여름향기》"의 테마곡으로 사용되어 화제가 되었다. 이루마가 발표한 곡 중 가장 많은 사랑을 받은 곡 중 하나이다.